# Aphanius vladykovi
Aphanius vladykovi is een straalvinnige vissensoort uit de familie van de eierleggende tandkarpers (Cyprinodontidae). De wetenschappelijke naam van de soort is voor het eerst geldig gepubliceerd in 1988 door Coad.